# Lótus Branco
A Seita do Lótus Branco ou Sociedade do Lótus Branco (em língua chinesa, 白莲教. Em pinyin, báilíanjiào.) foram diferentes escolas sincréticas taoistas ativas na China do século XIV ao século XX (no século XII, afirmaram-se como budistas). Elas pregavam o culto da "Vindoura Venerável Mãe Eterna" (无 生 老母), que iria reunir todos os seus filhos na passagem do milênio em uma família. A doutrina do Lótus Branco incluía uma previsão da chegada iminente do futuro Buda Maitreya.

## História
Banida por duas vezes a partir do século XIV, em 1308 e 1331, devido ao comportamento de alguns de seus ramos, foi rapidamente desacreditada pelas autoridades e pelos círculos budistas, mas manteve um grande prestígio entre a população. De acordo com a Enciclopédia dos Ming, todas as escolas do Lótus Branco teriam totalizado 2 milhões de membros e participado em mais de 80 rebeliões.
A sociedade do Lótus Branco esteve envolvida em muitas rebeliões das últimas três dinastias chinesas (dinastia Yuan, dinastia Ming e dinastia Qing). Entre as mais famosas, a rebelião dos Turbantes Vermelhos, liderada por Zhu Yuanzhang, que se apressou a também proibir o Lótus Branco uma vez imperador da China. Também podem ser citadas as revoltas de Sai'er Tang no início do século XV e Xu Hongru no início do século XVII (Ming), ou a Rebelião de seitas do Sudoeste no final do século XVIII (Qing).
No final da dinastia Qing, foi dito: "No Norte são os Lótus Brancos e no Sul são os Boxers".